# Szultán bin Szalman asz-Szaúd
Szultán bin Szalman bin Abdul-Aziz asz-Szaúd (arabul: سلطان بن سلمان بن عبد العزيز آل سعود) (Rijád, 1956. június 27.–) szaúd-arábiai űrhajós, ezredes. Az első szaúd-arábiai űrhajós, az első arab, az első muszlim, valamint az első királyi családtag a világűrben. A legfiatalabb személy (28 éves), aki űrrepülőgépen szolgált.

## Életpálya
1982-től 1984-ig a Tájékoztatási Minisztériumban dolgozott. 1984-ben az Amerikai Egyesült Államok rendezte, a XXIII., az 1984. évi nyári olimpiai játékokat, ahol hazája sportolóinak vezetője. Az olimpia után a Tájékoztatási Minisztérium igazgatója. Az University of Denver keretében tömegkommunikációból szerzett oklevelet. 1999-ben a Maxwell School of Syracuse University (USA) keretében Társadalmi és Politikai Tudományokból diplomázott. A Royal Saudi Air Force nyugdíjasa.
1985 áprilisától a Lyndon B. Johnson Űrközpontban gyorsított űrhajóskiképzésben részesült. Egy űrszolgálata alatt összesen 7 napot, 1 órát, 38 percet és 51 másodpercet töltött a világűrben. Űrhajós pályafutását 1985. június 24-én fejezte be.
Segítette létrehozni az Association of Space Explorers nemzetközi szervezetet (a világűrben járt űrhajósok nemzetközi szervezete). Az Igazgatótanács elnökeként több éven át szolgálta a szervezet munkáját. 2000-től az Idegenforgalmi és Régészet Legfelsőbb Bizottságának Igazgatósági (SCTA) tagja, főtitkára. Valójában Szaúd-Arábia turisztikai minisztere.

## Űrrepülések
STS–51–G, a Discovery űrrepülőgép 5. repülésének hasznos teher specialistája. Három kommunikációs műholdat állítottak pályairányba. Egy önálló, csillagászati laboratóriumot kihelyeztek, majd visszanyertek a világűrből. Az Arabsat képviseletében segédkezett a műhold pályairányba emelésében. Lehetőséget kapott (az űrhajózás során 33. személyként), hogy üzenetet olvasson fel. Egy űrszolgálata alatt összesen 7 napot, 1 órát és 38 percet (169 óra) töltött a világűrben. 4 693 051 kilométert (2 916 127 mérföldet) repült, 112 alkalommal kerülte meg a Földet.